# Методия Фотев
Методия Фотев (на македонска литературна норма: Методија Фотев) е поет и разказвач от Република Македония.

## Биография
Роден е през 1932 година в преспанското село Любойно, тогава в Югославия. Завършва Учителска школа в Битоля. Работи като редактор в Македонската радио-телевизия. Член е на Дружеството на писателите на Македония от 1957 година. Носител е на наградите „11 октомври“, „13 ноември“, „Рациново признание“.